# Racquel Darrian
Racquel Darrian (Hutchinson, 21 luglio 1968) è un'ex attrice pornografica e modella statunitense membro dell'AVN Hall Of Fame.

## Biografia
Nata il 21 luglio 1968 da genitori metà spagnoli e metà americani, all'età di sette anni si trasferisce in compagnia della sua famiglia in California, pur essendo nata ad Hutchinson, in Kansas. Durante la sua fase adolescenziale diventa cheerleader per gli Atlanta Hawks e una volta conclusi gli studi, inizia lavorando come modella posando nuda per servizi fotografici raffiguranti scene di tipo lesbo. Dopo alcuni anni decise di dare una svolta alla sua carriera lavorativa, ormai in continuo declino, avvicinandosi al mondo del cinema pornografico come attrice. Iniziò a lavorare sullo schermo in compagnia di Derrick Lane, che sposò nel 1994 e dal quale divorziò nel 2000, dopo aver firmato un contratto con la casa di produzione del settore Vivid Video. 
Durante la sua carriera ha posato per la rivista statunitense Penthouse nel 1990 e nel 1996 per Playboy. Nel 1998 ha condotto l'edizione annuale degli AVN Awards insieme a Misty Rain e Robert Schimmel.

## AVN Awards
Racquel ha ricevuto tre premi lungo la sua carriera, sia dalla critica che dalle organizzazioni di fan. La seguente è una lista dei premi ricevuti nell'industria dell'Hard.
- AVN Hall of Fame (1993)
- AVN Award for Best Tease Performance – Film per Bonnie and Clyde (1993)[4]
- Miglior Attrice – Film per Original Sin (2000)

## Filmografia
- Bratgirl (1989)
- Class Act (1989)
- Girls Who Dig Girls 19 (1989)
- Girls Who Dig Girls 20 (1989)
- Joined (1989)
- Lace (1989)
- Leather (1989)
- Leather and Lace (1989)
- Nymphobrat (1989)
- Racquel's Treasure Hunt (1989)
- Separated (1989)
- Words Of Love (1989)
- Above And Beyond (1990)
- Backdoor To Hollywood 13 (1990)
- Boobs Butts And Bloopers (1990)
- Charlie's Girls 3 (1990)
- Cheeks 3 (1990)
- Desire (1990)
- Dream Girls (1990)
- Dream Merchants (1990)
- Faster Cat (1990)
- Get Off (1990)
- Heartthrob (1990)
- Hershe Highway 3 (1990)
- In The Heat of the Night (1990)
- King Tung Meets Anal Woman (1990)
- Lambody (1990)
- More Dirty Debutantes 5 (1990)
- New Girl in Town (1990)
- Night Trips 2 (1990)
- Not So Innocent (1990)
- Out For Blood (1990)
- Paul Norman's World Of Sexual Oddities (1990)
- Private Collection (1990)
- Racquel On Fire (1990)
- Racquel Untamed (1990)
- Raunch 2 (1990)
- Ravaged (1990)
- Renegade (1990)
- Sea Of Love (1990)
- Tall Dark Stranger (1990)
- Top It Off (1990)
- Vegas: Let It Ride (1990)
- Warm to the Touch (1990)
- Welcum to My Face (1990)
- Curse of the Cat Woman (1991)
- Deep Inside Racquel (1991)
- Deep Inside Samantha Strong (1991)
- Exiles (1991)
- No Boys Allowed (1991)
- Racquel In Paradise (1991)
- Racquel's Addiction (1991)
- Red Line (1991)
- Stake Out (1991)
- Tropic Of Kahlia (1991)
- Used Cars (1991)
- Adult Video News Awards 1992 (1992)
- Andrew Blake's Girls (1992)
- Beauty and the Beach (1992)
- Best of Raunch (1992)
- Bonnie and Clyde 1 (1992)
- Christy in the Wild (1992)
- Diamond Collection Double X 65 (1992)
- Lez Be Friends (1992)
- On Trial 3 (1992)
- On Trial 4 (1992)
- Racquel In The Wild (1992)
- Raquel Released (1992)
- Sinderella 1 (1992)
- Sinderella 2 (1992)
- Two Hearts (1992)
- Adult Video News Awards 1993 (1993)
- Best of Leather and Lace (1993)
- Bitches in Heat (1993)
- Bonnie and Clyde [Director's Cut] (1993)
- Bonnie and Clyde 2 (1993)
- Deep Inside Racquel Darrian (1993)
- Intimate Journey (1993)
- Love In The Great Outdoors: Racquel Darian (1993)
- Sexmares 1 (1993)
- Silent Stranger (1993)
- Where the Boys Aren't 5 (1993)
- 101 Sex Positions (1994)
- Revenge of Bonnie and Clyde (1994)
- Secrets of Bonnie and Clyde (1994)
- Cloud 9 (1995)
- Luna Chick (1996)
- Rolling Thunder (1996)
- Superstars of Porn 6: Racquel Darrian Rides Again (1996)
- Torrid Tales (1996)
- Lovin' Spoonfuls 9: More Best of Dirty Debutantes (1997)
- Other Side of Shawnee (1997)
- Twice in a Lifetime (1997)
- Original Sin (1998)
- Blown Away (1999)
- Deep In The Canyon (1999)
- Girlfriend (1999)
- Kink (1999)
- Best of the Vivid Girls 30 (2000)
- Deep Inside Racquel Darrian (2001)
- Dirty Debutantes: Best Scenes 4 (2004)
- Sex Drive (2004)
- Star 69: Strap Ons (2008)